# Aleksandr Aleksandrovič Kozlov (politico)
Aleksandr Aleksandrovič Kozlov (in russo Александр Александрович Козлов?; Južno-Sachalinsk, 2 gennaio 1981) è un politico russo.

## Biografia
Nato il 2 gennaio 1981 a Južno-Sachalinsk, nell'Estremo Oriente russo, si è laureato in giurisprudenza nel 2003 presso la sede di Blagoveščensk dell'Accademia per l'imprenditoria di Mosca e a partire dal 2014 ha studiato ingegneria mineraria presso l'Università federale dell'Estremo Oriente senza però laurearsi, sebbene questa laurea fosse stata indicata nel suo curriculum.
Tra il 2000 e il 2010 ha lavorato presso Amurskij Ugol' di Rajčichinsk, filiale locale della Russkij Ugol' di Michail Guceriev, ricoprendo importanti ruoli nell'amministrazione della società e dei suoi affari legali, divenendone direttore generale tra il 2009 e il 2010. Nel 2007 è stato nominato capo della filiale locale di Russkij Ugol' a Gukovo e poi nel 2008 della filiale di Blagoveščensk.
Su invito del governatore dell'oblast' dell'Amur Oleg Kožemjako è entrato a far parte del governo regionale, venendo nominato il 2 febbraio 2011 Primo Vice ministro dell'edilizia, dell'architettura, dell'edilizia abitativa e dei servizi comunali, divenendo nell'agosto dello stesso anno ministro ad interim e rimanendo in carica come Ministro dell'edilizia e dei servizi comunali dopo la riforma del dicastero del 23 dicembre 2011. A partire dal 14 febbraio 2014 è divenuto primo vicecapo dell'amministrazione di Blagoveščensk, divenendo capo ad interim dell'amministrazione comunale a partire dal successivo 20 febbraio, venendo riconfermato come candidato di Russia Unita alle elezioni del settembre 2014, vinte col 38,68% delle preferenze.
Il 25 marzo 2015 con decreto del Presidente Vladimir Putin è stato nominato governatore ad interim dell'oblast' dell'Amur in sostituzione di Kožemjako, spostato all'oblast' di Sachalin, venendo riconfermato alle elezioni anticipate del 13 settembre successivo col 50,64% dei voti.
Il 18 maggio 2018 è stato nominato Ministro per lo sviluppo dell'Estremo Oriente, rimanendo in carica nei governi Medvedev II e Mišustin I anche dopo l'estensione dei poteri del dicastero all'Artico russo. Il 10 novembre 2020 è stato nominato Ministro delle risorse naturali e dell'ecologia, ricevendo il sostegno di 273 parlamentari e il voto contrario di altri 54, incassando il livello di sostegno più basso tra tutti i ministeri del governo federale.
Nel 2021 ha suscitato diverse proteste la sua decisione di fornire il via libera all'abbattimento di numerose querce nel parco naturale della pianura alluvionale del Volga-Achtuba per consentire la realizzazione di un'autostrada tra Mosca e il Kazakistan, inserito tra le riserve della biosfera UNESCO.